# 일리앙 베르갈라
일리앙 베르갈라(프랑스어: Ilian Bergala, 1996년 2월 28일 ~ )는 프랑스의 배우이다.

## 출연 작품
- #아이엠히어 (2019)
- 캐치 더 윈드 (2017)
- 더 드림 팀 (2016)
- 백 오브 마블스 (2015)
- 미라클 벨리에 (2014)